# Złodziej z Bagdadu (film 1940)
Złodziej z Bagdadu (ang. The Thief of Bagdad) – brytyjsko-amerykański film historyczno-fantastyczny z 1940 w reżyserii Ludwiga Bergera, Michaela Powella oraz Tima Whelana z pomocą Williama Camerona Menziesa oraz braci Alexandra, Vincenta i Zoltana Kordów.

## Fabuła
Do wczesnośredniowiecznej Basry przybywa król Bagdadu Jaffar, który wraz ze swym szpiegiem – Halimą napotyka na ślepego żebraka. Przepowiednia głosi, iż księżniczka Basry zostanie wybudzona z letargu dzięki ślepcowi. Żebrak wraz ze swym psem zostaje zaproszony do pałacu i opowiada o żyjącym w Bagdadzie ulicznym złodzieju imieniu Abu. Podczas jednej z ucieczek Abu widzi koronację Ahmada, wnuka Haruna ar-Raszida. Młody król chcąc poznać bliżej niesprzyjający mu lud za radą Jaffara, wówczas wezyra, przebiera się za cudzoziemca.
To pretekst dla Jaffara, by niesłusznie wtrącić Ahmada jako szaleńca do lochu i tym samym przejąć władzę. Ahmad poznaje tam Abu skazanego na śmierć. Wspólnymi siłami udaje im się uciec z więzienia i osiedlić w Basrze. Dowiadują się o córce sułtana, której nikt nie może ujrzeć pod groźbą śmierci. Dzięki Abu Ahmad jest w stanie ujrzeć księżniczkę, w której zakochuje się i odwiedza ją w sułtańskich ogrodach udając dżina ze stawu.
Sułtan Basry otrzymuje nowy nabytek w swej kolekcji zabawek w postaci latającego, mechanicznego konia. Wręczający mu go Jaffar w zamian chce ręki księżniczki jako stworzenie nowej dynastii. Księżniczka nie godząc się na to ucieka do Samarkandy. Ahmad i Abu zostają schwytani i postawieni przed sułtanem, gdzie Jaffar rozpoznawszy Ahmada za pomocą magii oślepia go, a Abu zmienia w psa. Księżniczka zostaje odnaleziona, ale zapada w trans.
Halima wysłuchawszy opowieści Ahmada zaprowadza do księżniczki, którą ją wybudza ją. Księżniczka i Abu zostają wrobieni w wejście na statek, gdzie Jaffar nakazuje wyrzucenie za burtę Abu i zmusza księżniczkę do zbliżenia się w zamian za wyleczenie ślepoty Ahmada. Księżniczka się poddaje, a zaklęcia zostają zdjęte zarówno z Ahmada, jak i Abu dopływającego do brzegu. Jaffar uniemożliwia im podążanie za nim, wzniecając burzę, która rozbija ich łódź. Wracając do Basry, Jaffar używa mechanicznej tancerki – Srebrnej Dziewicy, aby zabić sułtana, a następnie wraca do Bagdadu z księżniczką.
Abu trafia na wyspę i szukając Ahmada odkrywa butelkę, w której uwięziony był zły dżin. Abu podstępem wymusza od niego trzy życzenia. Po spełnieniu pierwszego życzenia dżin zaprowadza Abu do świątyni w najwyższych górach. Doświadczając różnych przeszkód Abu zdobywa wszystkowidzący magiczny klejnot z hinduistycznego posągu. Odkrywa, gdzie jest Ahmad i za sprawą drugiego życzenia w towarzystwie dżina jednoczy się z nim. Z pomocą klejnotu odkrywają, że księżniczka jest pod wpływem róży powodującej amnezję. W wyniku sprzeczki z zrozpaczonym Ahmedem Abu niefortunnie życzy mu powrotu do Bagdadu.
Ahmad pojawia się w swym dawnym pałacu i księżniczka o nim przypomina, lecz Jaffar więzi oboje. Widząc to przez klejnot Abu opuszczony przez dżina nie mogąc znieść bezsilności ciska klejnotem uwalniając tym samym Krainę Legend i jej króla. W podzięce otrzymuje niepudłującą kuszę i latający dywan. W ostatniej chwili zapobiega egzekucji Ahmada i motywuje mieszkańców Bagdadu do przewrotu. Jaffar ucieka na latającym koniu, lecz zostaje zabity z kuszy przez Abu. Ahmad już jako prawowity król Bagdadu żeni się z księżniczką i chce mianować Abu wielkim wezyrem, jednak ten woli spełnić marzenia o zwiedzeniu świata.

## Obsada
- Sabu – Abu
- John Justin – Ahmad
- Conrad Veidt – wielki wezyr Jaffar
- June Duprez – księżniczka Basry
- Rex Ingram – dżin
- Miles Malleson – sułtan Basry
- Mary Morris –
  - Halima,
  - Srebrna Dziewica
- Morton Selten – król Krainy Legend
- Bruce Winston – kupiec
- Hay Petrie – astrolog
- Adelaide Hall – nadworna śpiewaczka
- Roy Emerton – więzienny strażnik
- Allan Jeayes – gawędziarz (głos)

## Produkcja

### Przygotowania
Brytyjski producent filmowy Alexander Korda zapragnął zekranizować jedną historii z Baśni tysiąca i jednej nocy jako dobry nośnik do kina kręconego w technicolorze. Dostrzegł potencjał finansowy w tytule Złodziej z Bagdadu z 1924 roku, jednego z największych hitów Douglasa Fairbanksa. Na bankiecie w 1938 roku w hotelu Savoy w Londynie Korda usiadł obok Fairbanksa i wynegocjował prawa do tytułu.
Na początku 1939 roku Korda na reżysera po kilkunastu kandydatów wybrał niemieckiego reżysera Ludwiga Bergera, ale wczesnym latem tego samego roku był niezadowolony z jego ogólnej koncepcji. Berger wyobrażał sobie ten obraz jako liryczny czarno-biały film fantasy w stylu niemieckiego filmu animowanego Przygody księcia Ahmeda z 1926 roku, Korda zaś optował za dużym kolorowym kinem. Brat Kordy, Vincent wykonał kilka kolorowych szkiców, które jednoznacznie przekonały do tego, że film powinien być kręcony w kolorze i że należy sprowadzić innego reżysera, który spełni jego wizję.

### Casting
Pierwotnym wyborem Kordy na księżniczkę była Vivien Leigh, która opuściła projekt na rzecz amerykańskiego filmu Przeminęło z wiatrem. Oryginalnie amerykański aktor Henry Fonda miał zagrać Jaffara, w którego ostatecznie wcielił się niemiecki aktor Conrad Veidt.
Tytułowego złodziej zagrał 15-letni indyjski aktor Sabu, grający już w produkcjach Kordy. Do roli Ahmada Korda chciał amerykańskiego aktora Jona Halla, jednak ten był w trakcie podpisywania kontraktów z Universal Pictures. Tak więc, Korda nie mogąc pozyskać Halla, zatrudnił podobnego do niego argentyńsko-brytyjskiego aktora Johna Justina, dla którego był to debiut. Jako aktor mniej wyćwiczony fizycznie niż spodziewali się producenci, złośliwie wyszydził przesłuchanie jako książę Ahmad z Sabu: „Nigdy nie przypuszczaliśmy, że powinniśmy zostać obsadzeni” – wspominał. Jeden z scenarzystów, aktor i dramaturg, Miles Malleson zagrał sułtana Basry.

### Muzyka
W pewnym momencie podczas produkcji film był pisany jako musical. Berger nalegał, by muzykę skomponował jego stary przyjaciel, austriacki kompozytor operetkowy Oscar Straus. Jednak Kordzie nie spodobały się jego partytury. Wówczas węgierski kompozytor Miklós Rózsa zakontraktowany z Kordą został przekonany do zastąpienia Strausa: „Korda musiał rozpocząć produkcję, aby utrzymać wsparcie swoich sponsorów, ponieważ potrzebował ich pieniędzy na wypłatę pensji swoich pracowników. Na razie był zobowiązany, by zgodzić się z Bergerem i zaangażować Strausa (...) Omówił już tę sprawę z Bergerem i zrozumiano, że podczas gdy całą muzykę przedprodukcyjną dostarczy Straus, cała muzyka dramatyczna i kolorystyczna zostanie napisana przeze mnie. W każdym razie nadal byłem w zespole produkcyjnym. Zgodziłem się – nie miałem wyboru”. Szkocki kompozytor Muir Mathieson i Vincent Korda byli zdania, że piosenki autorstwa Strausa mogą zrujnować nie tylko film, ale i wytwórnię. Rózsa spytany przez Kordę o partyturze Strausa powiedział, że pasuje do rewii wiedeńskiej z 1900 roku niż do orientalnego fantasy, wobec czego po konsultacji z Bergerem przejął obowiązki kompozytora.
Słowa piosenek napisał przyjaciel Kordy – sir Robert Vansittart, stały podsekretarz w brytyjskim Ministerstwie Spraw Zagranicznych. Vansittart współpracował z Mallesonem i Rózsą nt. piosenek, które należałoby napisać: „Do otwarcia w porcie Basra potrzebowaliśmy piosenki o morzu; potrzebowaliśmy też jednej dla Dżina, którego miał zagrać popularny murzyński aktor, Rex Ingram, znany już w Hollywood i na nowojorskiej scenie. I oczywiście Sabu musiał mieć swoją piosenkę”.
Berger chciał od Rózsy scenę targową w stylu musicalu, miała przedstawiać Sabu jako złodzieja na rynku. Po opracowaniu sceny pod kątem akcji i choreografii, została zakończona trwającą ponad pięć minut sekwencją. Gdy Rózsa napisał muzykę, Berger chciał, żeby aktorzy poruszali się w ścisłej synchronizacji z muzyką. Sabu miał poruszać się jak kukiełka w teatrze lalek, a reszta aktorów jak tancerze w pantomimie, ale jednocześnie zachowywać się dość spontanicznie i naturalnie. W praktyce zapanował chaos i gdy Korda po ujrzeniu efektu końcowe, prawie się rozpłakał i wymógł rezygnację z koncepcji musicalowej.

### Realizacja
Zasadniczo za plecami Bergera, angielski reżyser Michael Powell został sprowadzony do kręcenia różnych scen, głównie bardziej spektakularnych. W końcu Berger został przekonany do rezygnacji z projektu, a amerykański filmowiec Tim Whelan, który właśnie zakończył pracę nad kolejnym filmem wyprodukowanym przez Kordę Q Planes, został sprowadzony, by wspomóc pracę Powella.
Jednak prace zostały zawieszone wraz z wybuchem II wojny światowej we wrześniu 1939 roku. Alexander Korda obiecał już premierowi Wielkiej Brytanii Winstonowi Churchillowi stworzenie filmu propagandowego przez ekipę efektów specjalnych pracującą przy Złodzieju z Bagdadu i Powell tworzący sceny z latającym dywanem został skierowany do pracy nad propagandowym filmem dokumentalnym The Lion Has Wings. Z powodu inwazji Niemiec na Anglię, a także problemów finansowych Kordy produkcja została przeniesiona do Hollywood w Stanach Zjednoczonych. Powell pozostał w Anglii, więc latem 1940 roku kierownictwo w Hollywood objęli drugi brat Kordy, Zoltan oraz William Cameron Menzies pracujący przy wcześniejszym Złodzieju z Bagdadu jako dyrektor artystyczny.
Z powodu dużej przerwy po wznowieniu produkcji konieczne było ponowne nakręcenie wczesnych scen z Sabu, ponieważ urósł o kilka cali. Kiedy rozpoczęły się zdjęcia w Hollywood, filmowcy musieli się zastosować do kodeksu Haysa. Jedną z najbardziej oczywistych różnic między scenami nakręconymi w Wielkiej Brytanii a tymi nakręconymi w Stanach Zjednoczonych jest to, że górne części kostiumów aktorek zakrywały jak najwięcej ciała.
Korda pierwotnie planował nakręcić kilka scen w Afryce, lecz II wojna światowa uniemożliwiła lokalizację tam kręconych zdjęć, więc gdy produkcja przeniosła się do Stanów Zjednoczonych, Korda szukał odpowiedniego miejsca na wymianę. Jego zespół harcerski zasugerował pustynię w Arizonie, a ekipa filmowa kręciła plenery pod nadzorem Menziesa i Zoltana Kordy w Wielkim Kanionie Kolorado, Monument Valley, Parku Narodowym Bryce Canyon i Pustyni Pstrej. Do kompletnego nakręcenia zostały sekwencja zdobycia wszystkowidzącego klejnotu i spotkanie Ahmada i Abu z dżinem, które nakręcił Korda wraz ze swymi braćmi.
Larry Butler, nadzorujący ekipę efektów specjalnych, były pracownik RKO Pictures rozwijając technikę wędrującej kaszety opracował technikę blue box polegającą na zamianie niebieskiego tła na dowolny obraz. Był to pierwszy film, w którym zastosowano blue screen. W scenie z dżinem górującym nad Abu użyto drukarki optycznej, aby połączyć ujęcie dżina blisko kamery i Abu setki stóp dalej. Oba były kręcone z kamery na tej samej plaży.

## Premiera
Oficjalna premiera miała miejsce 14 października 1940 roku w Warm Springs w stanie Georgia. W tym samym roku rozpowszechnianie na Zachodnim Wybrzeżu rozpoczęto 17 października w Los Angeles, zaś na Wschodnim Wybrzeżu 5 grudnia w Nowym Jorku. Brytyjska premiera odbyła się 19 grudnia 1940 roku w Londynie.
Polska premiera odbyła się 27 sierpnia 1944 w odremontowanym kinie „Apollo” w Lublinie. Był to tym samym trzeci film dystrybuowany w Polsce okresu PRLu, a także pierwszy brytyjskiej produkcji. Został wznowiony w kwietniu 1961 roku i był dystrybuowany z krótkometrażowym filmem edukacyjnym z serii Czy wiecie że... nr 12/1960. 

## Nagrody i nominacje
| Nazwa nagrody | Wygrane | Nominacje                                     |
| ------------- | --- | --------------------------------------------- |
| Oscar         | 1941 Najlepsza scenografia – filmy kolorowe Vincent Korda Najlepsze efekty specjalne Lawrence W. Butler, Jack Whitney Najlepsze zdjęcia – filmy kolorowe Georges Périnal | 1941 Najlepsza muzyka oryginalna Miklós Rózsa |